# Rocafuerte
Rocafuerte est une ville située en Équateur, dans la province de Manabí. Elle est la capitale du canton de Rocafuerte.
La population de la ville était de 8 349 habitants au recensement de 2001.